# Aa (dwuznak)
Aa – dwuznak używany w języku niderlandzkim, fińskim i estońskim na oznaczenie długiego dźwięku a /aː/. Dawniej stosowany był w alfabecie duńsko-norweskim na oznaczenie dźwięku /ɔ/; obecnie po reformie alfabetu z 1948 odchodzi się od niego na rzecz symbolu〈å〉.